# Ivo Klec
Ivo Klec (28 de noviembre de 1980 en Bratislava, Eslovaquia) es un tenista profesional eslovaco que su mejor ranking es 184º, conseguido el 21 de agosto de 2006 y en dobles 231, conseguido el 12 de abril de 2004. Actualmente es el número 311 en el ranking individual y 757 en el de dobles.